# Xã Jefferson, Quận Whitley, Indiana
Xã Jefferson (tiếng Anh: Jefferson Township) là một xã thuộc quận Whitley, tiểu bang Indiana, Hoa Kỳ. Năm 2010, dân số của xã này là 2.182 người.